# Hard Rock Entertainment World
El Centre Recreatiu i Turístic de Vila-seca i Salou, inicialment conegut com a Barcelona World o BCN World, i rebatejat com a Hard Rock Entertainment World, és un futur complex hoteler i de lleure que s'ha de construir entre Salou i Vila-seca, a prop de les instal·lacions del resort Port Aventura World. El projecte, impulsat per La Caixa –que cedeix els terrenys– i Veremonte –promotora d'inversions de l'empresari valencià Enrique Bañuelos–, es presentà el 7 de setembre de 2012 i estava previst que comencés a construir a mitjans de 2017, però les modificacions urbanístiques i problemes dels inversors han anat ajornant la posada en marxa.
Segons es va anunciar, el complex constaria inicialment de dos hotels, una zona comercial i un casino, comptant amb els clàssics Hard Rock Café i Rock Shop.

## Desenvolupament

### Eurovegas
L'agost de 2012 l'empresari nord-americà Sheldon Adelson fer públic el seu projecte d'implantació d'un macrocomplex hoteler i d'oci a Barcelona anomenat Eurovegas. Aquesta iniciativa va suscitar un rebuig per part d'algunes plataformes com ara Aturem Eurovegas que temien derives especulatives, i l'opció d'instal·lar el complex a Catalunya va ser rebutjada per Las Vegas Sands al setembre de 2012.

### Barcelona World
El 7 de setembre de 2012, es va produir una reunió entre Artur Mas, President de la Generalitat; Enrique Bañuelos i Xavier Adserà, responsables de Veremonte; Isidre Fainé, president de La Caixa; Josep Poblet, president de la Diputació de Tarragona; Andreu Mas-Colell, Conseller d'Economia; Lluís Recoder, Conseller de Territori i Sostenibilitat; i Francesc Xavier Mena, Conseller d'Empresa i Ocupació. Posteriorment, es va produir una roda de premsa en la que es va anunciar el projecte Barcelona World, just un dia abans que es fes oficial que Sheldon Adelson escollia Madrid com a seu del seu Las Vegas europeu.
Els directius del grup Veremonte afirmaven que es posaria “la primera pedra en els 12 o 18 mesos pròxims”, un cop tramitades les llicències necessàries i els projectes estiguessin enllestits, preveient que el complex estaria enllestit al 2016.
El complex consistiria en 6 parcs temàtics dedicats a diversos països i continents (l'Índia, el Brasil, els Estats Units, la Xina, Rússia i Europa), cadascun format per un centre comercial, un centre de convencions, un casino, un teatre i un hotel. En total, el projecte inclouria 12.000 habitacions (2.000 per cada parc), ocuparia 1,5 milions de m² i crearia 20.000 llocs de treball directes. La inversió prevista rondaria els 4.700 milions d'euros. Segons Veremonte, Barcelona World acolliria 10 milions de visitants cada any.
El 30 de març de 2014, CiU i PSC-PSOE signaren un acord per rebaixar els impostos al joc en els casinos del 55% al 10%, tal com demanava l'empresa impulsora del projecte. Aquest acord no entrarà en vigor fins que comenci a operar el CRT. El 2 d'abril de 2014, CiU i PSC-PSOE van aprovar en seu parlamentària la llei que ha de permetre la construcció de Barcelona World i la reducció d'impostos, mentre que PP i C's s'hi abstingueren. Per la seva banda, ERC, ICV-EUiA i CUP s'oposaren al projecte i hi votaren en contra.

### Veremonte abandona el projecte
A principis de 2015, Veremonte va sortir de Barcelona World, ja que es van produir canvis en les condicions del projecte i no obtindria els beneficis previstos amb les llicències dels casinos i les plusvàlues de la venta dels terrenys de La Caixa. Per altra banda, la Generalitat també havia iniciat els tràmits per la tramitació del Pla Director Urbanístic (PDU), la requalificació urbanística que permetria desenvolupar aquest projecte.
Un estudi de l'impacte econòmic del Centre Recreatiu i Turístic, elaborat per la Universitat Rovira i Virgili (URV) i afegit com a annex al PDU, indicava que el projecte tindria un impacte al territori de 3.900 milions d'euros en el pitjor dels casos, 5.400 milions d'euros en el més optimista. L'informe també destaca punts interessants com que el nombre de places hoteleres passarà de les 54.000 actuals a 63.000; s'atrauran entre 3 i 5 milions de visitants anuals i de 1,7 i 2,1 milions de pernoctacions; augmentaran les visites internacionals, principalment d'Àsia, del Pròxim Orient i de Nord-amèrica; la oferta de joc, negocis i comercial pot desestacionalitzar el turisme, així com el fet que les visites provinguin de diferents zones; es preveu que la despesa diària dels turistes a la zona passarà dels 82 euros als 187 en el millor escenari; l'impacte econòmic de Barcelona World representaria entre el 28% i el 38% del PIB del Camp de Tarragona.
Amb la sortida de Veremonte, el projecte va passar a estar controlat per la Generalitat, que, a través de l'Incasòl, va firmar un contracte amb opció de compra sobre els terrenys de La Caixa, valorats en 110 milions d'euros. Aquesta quantitat finalment la pagarien els operadors finals del projecte que, en optar-hi, haurien de pagar un aval de 2,5 milions d'euros.

### Pla Director Urbanístic
El 27 de desembre de 2016, amb 26 vots a favor, una abstenció i cap en contra, la Comissió d'Urbanisme del Camp de Tarragona va aprovar el definitiu Pla Director Urbanístic del CRT de Vila-seca i Salou després de la primera aprovació el passat 30 de juny i la consideració de les 16 al·legacions presentades per ajuntaments, plataformes i operadors durant els següents sis mesos.
Els canvis realitzats al projecte van reduir substancialment les dades presentades inicialment. Finalment, es parlava de la creació de 10.000 llocs de treball i una inversió de 2.500 milions d'euros, les 600 hectàrees projectades es van reduir a un centenar, l'alçada dels edificis va passar d'un màxim de 90 als 75 metres, l'espai reservat pels hotels es va reduir un 30% quedant en 475.000 m², i la superfície del casinos va quedar limitada als 50.000 m², amb un màxim de dues sales, enlloc de sis. A més, es va decidir que es mantindrien les superfície destinades a ús comercial (50.000 m²) i a equipaments com teatres i centres de convencions (120.000 m²), així com els 2.400 habitatges previstos a la zona sur del Complex Recreatiu i Turístic, ja fora l'àmbit estricte de Barcelona World.
Una vegada aprovat el PDU, es va establir el dia 30 de juny de 2017, com el dia per a la presentació de la documentació de cadascuna de les empreses que optessin a la gestió de Barcelona World. Aquell mateix dia, s'obririen els sobres A de la proposta, amb la documentació bàsica de la empresa corresponent. Més tard, el 10 de juliol, s'obririen els sobres B, amb la descripció concreta del projecte urbanístic i de la inversió. A partir de llavors, la Generalitat disposaria de 45 dies hàbils per valorar les propostes.
Durant el procés de preselecció dels possibles operadors de Barcelona World, tres empreses van ser acceptades: Hard Rock, Melco i Grup Peralada (associada amb Genting Casinos UK). En aquest sentit, el 20 de juliol de 2016, els tres operadors van dipositar el 7,5 milions d'euros de fiança per la compra dels terrenys de La Caixa.
El febrer de 2016, Hard Rock va dir que "tot i les nombroses oportunitats a Europa, creiem que la Costa Daurada compleix les condicions ideals per a desenvolupar un centre d'oci i entreteniment de categoria mundial". En el mateix comunicat, la companyia es referia a una inversió d'uns 2.500 milions d'euros i comptava amb un "principal" col·laborador: Melco Internacional. Tanmateix, aquesta societat optava a construir un projecte semblant a Xipre. Finalment, l'aliança s'ha trencat, amb les dues companyies optant separadament a diferents projectes.
Pocs dies abans de la data de presentació dels projectes definitius i la documentació pertinent, el 30 de juny de 2017, es va donar a conèixer la renúncia de Genting Casinos UK, segurament condicionada per la fallida de les negociacions i les aliances empresarials que hauria plantejat. Com a conseqüència, el més probables era que Grup Peralada també quedés fora del projecte al no ser capaç d'assumir la totalitat de la proposta sense una aliança. Finalment, només Hard Rock va presentar documentació necessària per a optar oficialment a la concessió de la llicencia del CRT.

### Hard Rock Entertainment World
El dilluns 10 de juliol de 2017 es va obrir el sobre B de l'única proposta presentada per optar a la gestió del CRT, presentada per Hard Rock. El nom proposat per al complex és Hard Rock Entertainment World i es preveu una inversió de prop de 2.000 milions d'euros per un dels macrocomplexos d'oci més grans d'Europa. El mateix dia de la presentació del projecte la plataforma Aturem BCN World va presentar una demanda contra el PDU del CRT.
La primera fase del projecte, la que s'ha fet pública, suposarà una inversió de 665 milions d'euros (263 milions d'euros corresponen a construcció; 120 milions a la compra de terrenys; 97 milions a costos de finançament; 15,9 a mobiliari i 35 milions a altres infraestructures) i es desenvoluparà amb Casino Tarragona, Port Aventura World i Value Retail. Consistirà en:
- Hard Rock Cafe i Rock Shop.
- Dos hotels: la icona de la guitarra del Hard Rock Hotel, punt central del complex amb 600 habitacions, i un altre hotel familiar impulsat per Port Aventura World, amb 500 habitacions.
- Un casino amb 1.200 escurabutxaques i 100 taules de joc.
- Una piscina de 6.000 m².
- Es va anunciar que Hard Rock donaria feina a 2.176 persones en els seus primers cinc anys comptant només empleats directes. En total, el projecte parlava de 11.500 llocs de treball directes i indirectes.
- La zona comercial impulsada per Value Retail - propietària de La Roca Village i Viladecans The Style Outlets - ocuparia 10.000 m² i comptaria amb 75 botigues.
- El complex també comptaria amb espai per a concerts amb capacitat per 15.000 persones, incloent Hard Rock Live, un recinte per a actes i espectacles musicals.

El grup nord-americà preveu una rendibilitat gairebé des del primer moment de la posada en marxa del complex.
Per altra banda, la Generalitat preveia que es pogués iniciar les obres el més aviat possible. El 28 de juliol de 2017 s'obtindria l'informe preliminar de la taula d'avaluació del projecte, i el 8 de setembre es publicaria l'adjudicació definitiva després d'un període d'al·legacions. Aquest informe preliminar facilitarà que l'adjudicació es pugui realitzar al setembre, realitzant la compra dels terrenys el mes següent.
El 10 de juliol de 2019 el Govern declarava que no hi hauria diners públics per a la compra dels terrenys de La Caixa, en març de 2020 Hard Rock es va comprometre a fer efectiva la compra dels terrenys per 120 milions d'euros abans del 5 de maig del mateix any per desbloquejar el projecte, i en abril, donada la Pandèmia per coronavirus va demanar un nou aplaçament de cinc mesos.
Al setembre de 2020 es feia públic que mitjançant una modificació dels pressupostos de la Generalitat, l'Incasòl avançaria els diners de la compra dels terrenys de "La Caixa".

### Suspensió i revisió del Pla Director Urbanístic
El Pla Director Urbanístic inicial, aprovat el 2016, va ser suspès per una sentència del Tribunal Superior de Justícia de Catalunya el 2020 a causa del risc químic per la seva proximitat al Complex petroquímic de Tarragona, i la seva revisió fou aprovada inicialment el febrer del 2022. Un informe desfavorable del departament d'Acció Climàtica posa en dubte les condicions mediambientals del projecte. En 13 de març de 2024, el rebuig del govern de Pere Aragonès a bloquejar la tramitació del projecte va provocar el vot en contra d'En Comú Podem-Podem en Comú als pressupostos i la caiguda del govern, convocant-se les Eleccions al Parlament de Catalunya de 2024 per al 12 de maig.

## Crítiques
Mentre que CiU i PSC s'han mostrat sempre favorables al projecte, ERC ha anat modulant el seu discurs a mesura que s'han modificat les característiques de Barcelona World. En canvi, CSQEP -a través d'ICV-EUiA- i la CUP, adherides a la plataforma Aturem BCN World, s'han declarat contràries a aquest projecte.
La plataforma Aturem BCN World, constituïda el desembre de 2012, presenta una postura clarament contrària a BCN World. Les crítiques consisteixen en: la manca de transparència i les tècniques de gestió emprades per part de l'empresari promotor, l'impacte ambiental i la destrucció del territori, el foment de l'especulació i l'impuls d'un model econòmic basat en el turisme massificat i la precarietat dels llocs de treball. En aquest sentit, el 2015, tant la CUP com Aturem BCN World van manifestar les seves preocupacions pel fet que el contracte de l'Incasòl amb LaCaixa acabés comportant una despesa pública en benefici de l'entitat financera. En qualsevol cas, els anticapitalistes van denunciar que degut a aquesta opció de compra, la Generalitat es va convertir en «la immobiliària» del principal banc català, ja que entenien que actuava perquè aquesta pogués vendre uns terrenys que sense Barcelona World no tindrien cap valor. A més, durant aquests anys, la plataforma ha reiterat que Barcelona World no és el model «que el Camp necessita» i malgrat que l'actual projecte rebaixi l'impacto inicial, el projecte contribuirà «encara més al col·lapse durant l'estiu» i portarà a la població «a un sector laboral temporal i precari». També ha denunciat l'impacte ambiental del projecte, considerant que aspectes com el subministrament energètic o l'abastiment i la depuració de les agües no estan resolts. Finalment, la plataforma opositora alerta que «segueix latent l'amenaça del rescat públic en cas de fallida del projecte».
D'altra banda, dos professors del Departament de Geografia de la Universitat Rovira i Virgili publicaren, el gener de 2014, un article que afirma que BCN World és un projecte que fomenta un model de desenvolupament extensiu poc sostenible econòmicament i ambientalment i que a més no encaixa amb les necessitats reals del territori. Es critica també la dependència exterior del projecte i s'alerta de la baixa qualitat dels llocs de treball que pot generar.